# Gerd Biewer
Gerd Biewer (* 9. Februar 1926 in Saarlouis; † 29. März 1981 in Ost-Berlin) war ein deutscher Schauspieler und Synchronsprecher.

## Leben
Biewer erhielt nach seiner Schauspielausbildung Theaterengagements in Koblenz, Rheydt und Lübeck, ehe er 1953 ans Berliner Ensemble kam und 1961 an die Volksbühne Berlin wechselte, zu deren Ensemble er bis zu seinem Tod angehörte. Daneben spielte er in zahlreichen Film- und Fernsehproduktionen, u. a. in Polonia-Expreß, Das grüne Ungeheuer, Nachtasyl, Im Schlaraffenland, Das letzte Wort und Der Ermordete greift ein.
Als Synchronsprecher lieh er u. a. Vittorio de Sica (Im Zeichen der Venus) und Sidney James (Cleo, Liebe und Antike, der DEFA-Fassung von Carry On Cleo) seine Stimme.
Er war mit Brigitte Krause verheiratet, ihre gemeinsame Tochter ist Maxi Biewer. 1981 nahm er sich das Leben.

## Filmografie (Auswahl)
- 1956: Joe Hill
- 1957: Polonia – Express
- 1957: Mutter Courage und ihre Kinder (Theateraufzeichnung)
- 1958: Geschwader Fledermaus
- 1958: Die Mutter (Theateraufzeichnung)
- 1959: Die Premiere fällt aus
- 1959: Musterknaben
- 1959: Bevor der Blitz einschlägt
- 1959: Ware für Katalonien
- 1960: Fernsehpitaval: Der Fall Hugo Stinnes jr. (Fernsehreihe)
- 1960: Flucht aus der Hölle (TV)
- 1960: Hochmut kommt vor dem Knall
- 1960: Was wäre, wenn …?
- 1961: Italienisches Capriccio
- 1961: Der Ermordete greift ein (TV-Mehrteiler)
- 1962: Das grüne Ungeheuer (TV-Mehrteiler)
- 1963: An französischen Kaminen
- 1963: Der Neue (TV)
- 1963: Tote reden nicht (TV-Zweiteiler)
- 1965: Dr. Schlüter (TV)
- 1971: Das letzte Wort
- 1972: Die Ballade von der Geige
- 1972: Der Adjudant (Fernsehserie)
- 1974: Nachtasyl
- 1975: Im Schlaraffenland
- 1977: Polizeiruf 110: Die Abrechnung (TV-Reihe)

## Theater
- 1955: Johannes R. Becher Winterschlacht (Kriegsberichtserstatter) – Regie: Bertolt Brecht/Manfred Wekwerth (Berliner Ensemble)
- 1959: Johannes R. Becher: Winterschlacht – Regie: Lothar Bellag (Berliner Ensemble)
- 1961: Hedda Zinner: Ravensbrücker Ballade (Gestapomann) – Regie: Fritz Wisten (Volksbühne Berlin)
- 1962: Konstantin Simonow: Der Vierte (Ted) – Regie: Lothar Bellag (Volksbühne Berlin – Theater im III. Stock)
- 1962: Gerhart Hauptmann: Florian Geyer (Bubenleben) – Regie: Wolfgang Heinz (Volksbühne Berlin)
- 1962: Carlo Goldoni: Der Diener zweier Herren (Pandolfo) – Regie: ? (Volksbühne Berlin)
- 1963: Leo Tolstoi: Krieg und Frieden – Regie: Wolfgang Heinz/Hannes Fischer (Volksbühne Berlin)
- 1963: Lope de Vega: Ritter vom Mirakel (Kuppler) – Regie: Fritz Bennewitz (Volksbühne Berlin)
- 1964: Carlo Goldoni: Mirandolina (Aristokrat) – Regie: Ottofritz Gaillard (Volksbühne Berlin)
- 1966: Max Frisch: Andorra (Lehrer) – Regie: Fritz Bornemann (Volksbühne Berlin)
- 1966: Eugène Scribe: Ein Glas Wasser (Bolingbroke) – Regie: Horst Bonnet (Volksbühne Berlin)
- 1967: Peter Weiss: Marat (Anstaltsdirektor Coulmier) – Regie: Fritz Bornemann (Volksbühne Berlin)
- 1968: Friedrich Schiller: Maria Stuart (Lord Burleigh) – Regie: Fritz Bornemann (Volksbühne Berlin)
- 1974: István Örkény: Katzenspiel (Kellner) – Regie: Brigitte Soubeyran (Volksbühne Berlin)

## Hörspiele
- 1954: Martin Hayneccius: Hans Pfriem – Kühnheit zahlt sich aus (Zimmermann) – Regie: Käthe Rülicke-Weiler (Hörspiel – Rundfunk der DDR)
- 1959: Karlernst Ziem/René Ziem: Der Fall Dinah Furner – Regie: Werner Grunow (Kriminalhörspiel – Rundfunk der DDR)
- 1961: Rolf Schneider: Prozeß Richard Waverly (Inspector Webbs) – Regie: Otto Dierichs (Hörspiel – Rundfunk der DDR)
- 1961: Klaus Glowalla: Mordprozeß Consolini – Regie: Fritz-Ernst Fechner (Hörspiel – Rundfunk der DDR)
- 1962: Rolf Schneider: 25. November. New York (Bert) – Regie: Helmut Hellstorff (Hörspiel – Rundfunk der DDR)
- 1962: Max Messer: Der Tod ist kein Geschäft – Regie: Hans Knötzsch (Hörspiel – Rundfunk der DDR)
- 1962: Günter Koch: Mord auf Bestellung (Roguski) – Regie: Hans Knötzsch (Hörspiel – Rundfunk der DDR)
- 1964: Ephraim Kishon: Der Blaumilchkanal (Dr. Kuibishevski) – Regie: Helmut Hellstorff (Hörspiel – Rundfunk der DDR)
- 1964: Heinz von Cramer: Die Ohrfeige (Direktor) – Regie: Hans Knötzsch (Hörspiel – Rundfunk der DDR)
- 1965: Kurt Belicke: Ein Tresor für zwei (Friedrich Kaiser) – Regie: Werner Grunow (Hörspiel – Rundfunk der DDR)
- 1965: Gisela Richter-Rostalski: Eine italienische Familie (Onkel Marcello) – Regie: Flora Hoffmann (Kinderhörspiel – Rundfunk der DDR)
- 1968: Day Keene/Warren Brand: Naked Fury – Nackte Gewalt – Regie: Helmut Hellstorff (Kriminalhörspiel – Rundfunk der DDR)
- 1969: Wolfgang Graetz/Joachim Seyppel: Was ist ein Weihbischof? Oder Antworten zur Akte Defregger – Regie: Edgar Kaufmann (Hörspiel – Rundfunk der DDR)
- 1972: Wilhelm Hauff: Mutabor (Kaschun) – Regie: Theodor Popp (Kinderhörspiel – Rundfunk der DDR)
- 1973: Georges Courteline: Der Stammgast (Alfred) – Regie: Hans Knötzsch (Hörspiel – Rundfunk der DDR)